# Отрицательная частота
Понятие отрицательной и положительной частоты может быть показано на примере вращающегося в ту или другую сторону вектора. Частота со знаком отражает как скорость, так и направление вращения. Скорость выражена в оборотах (циклах) в секунду (герцах) или рад/с (где 1 оборот соответствует 2π радианам).
Для заданного во времени сигнала такой вектор представляет его на комплексной плоскости. Зависимость значения сигнала от времени есть лишь зависимость проекции вектора на действительную ось от времени. Поэтому понятие отрицательной частоты не может быть представлено в виде некомплексных сигналов во временной области и распространяется только на частотную.
Чтобы сигнал был представим в некомплексном виде, формула Эйлера требует равенства коэффициентов при комплексных экспонентах частот разных знаков. Несимметричность спектра равноценна наличию в сигнале гармоник, заданных только для отрицательной частоты.
Рассмотрим сигнал с девиацией частоты {\displaystyle \pm \Delta \omega } относительно несущей. При переносе несущей на ноль обычным гетеродином информация искажается. Поэтому для правильной обработки необходимо использовать квадратурный гетеродин, в котором вводится дополнительный канал, позволяющий сохранить информацию о несимметричности спектра (об отрицательной частоте относительно несущей) представляя огибающую двумя равноценными сигналами: исходный сигнал становится комплексным. Получить из такого сигнала вещественный можно лишь его переносом на несущую {\displaystyle \omega _{s}>\Delta \omega }, иначе требуется два канала передачи.
Пример искажения сигнала при преобразовании несущей обычным гетеродином:
{\displaystyle cos\left(\omega _{s}t+\Delta \omega t\right)+2cos\left(\omega _{s}t-\Delta \omega t\right){\xrightarrow {\omega _{s}\to 0}}3cos\left(\Delta \omega t\right){\xrightarrow {\omega _{0}\to \omega _{s}}}1.5cos\left(\omega _{s}t+\Delta \omega t\right)+1.5cos\left(\omega _{s}t-\Delta \omega t\right)}
Преобразование квадратурным гетеродином:
{\displaystyle cos\left(\omega _{s}t+\Delta \omega t\right)+2cos\left(\omega _{s}t-\Delta \omega t\right){\xrightarrow {\omega _{s}\to 0}}3cos\left(\Delta \omega t\right)-isin\left(\Delta \omega t\right){\xrightarrow {\omega _{0}\to \omega _{s}}}cos\left(\omega _{s}t+\Delta \omega t\right)+2cos\left(\omega _{s}t-\Delta \omega t\right)}
Для частотной области таким непредставимым понятием является временная асимметрия сигналов: лишь симметричные сигналы имеют некомплексный спектр. 
Нечетная симметрия синусоиды во времени, в частотной области представлена сменой знака частоты: {\displaystyle S(f)=-S(-f)}, а значения косинуса не связаны со знаком частоты. 
Таким образом, понятие отрицательной частоты столь же оправданно, как и понятие отрицательного времени.
Наглядное представление вращающегося в разные стороны вектора можно получить на экране осциллографа, подавая синус на вертикальные, а косинус на горизонтальные пластины и меняя полуось времени (знак синуса).

## Синусоида
Синус — это функция углового аргумента, циклично меняющая свою амплитуду с постоянным возрастанием и убыванием «угла» (фазы). Понятие отрицательной частоты используется для различения уменьшающегося или увеличивающегося аргумента. Но синус немонотонная функция:  {\displaystyle \sin(\omega t+{\frac {\pi }{2}}+\theta )}  уже не сохраняет знак {\displaystyle \omega }, так же, как {\displaystyle f(x)=x^{2}} не сохраняет знак {\displaystyle x}. Хотя {\displaystyle \theta } обычно отражает неизвестное, случайное смещение фазы, в большинстве случаев использования отдельной взятой вещественной синусоиды достаточно «предположить», что {\displaystyle \omega } положительна.

Вещественная и комплексная части гармонического колебания.

Иногда два колебания одной частотой и известной фазой различны, к примеру:
{\displaystyle R(t)=\cos(\omega t+\theta )}
и
{\displaystyle I(t)=\cos(\omega t+\theta -{\begin{matrix}{\frac {\pi }{2}}\end{matrix}})=\sin(\omega t+\theta )}
При {\displaystyle \omega >0}, {\displaystyle R(t)} опережает {\displaystyle I(t)} на {\displaystyle {\begin{matrix}{\frac {1}{4}}\end{matrix}}} периода ({\displaystyle ={\begin{matrix}{\frac {\pi }{2}}\end{matrix}}} рад). Но когда {\displaystyle \omega <0}, их роли меняются. Так в этом случае возможно отличить отрицательные и положительные частоты: {\displaystyle R(t)} рассматривается как реальная, а {\displaystyle I(t)} как мнимая часть одного и того же колебания. И {\displaystyle \theta =0}. График показывает отрицательную частоту. Отрицательная частота (уменьшение фазы) может быть представлена вращением вектора комплексной амплитуды по часовой стрелке.
Параметрический график такой зависимости мнимой части от действительной выглядит как окружность. Добавление измерения времени представляет движение точки по такой окружности в виде спирали.

## Комплексная синусоида

Комплексная синусоида.

Комплексная функция: {\displaystyle \cos(\omega t)+j\cdot \sin(\omega t)} облегчает многие виды операций с использованием {\displaystyle \cos(\omega t)}, в значительной степени благодаря упрощению Эйлера:
{\displaystyle e^{j\omega t}=\cos(\omega t)+j\cdot \sin(\omega t)}
Эта часто употребимая запись называются комплексной синусоидой, и она сохраняет различие между положительными и отрицательными {\displaystyle \omega }.
- Для положительных значений она так же зовется аналитическим сигналом {\displaystyle \cos(\omega t)}.

Преобразование Фурье от {\displaystyle e^{j\omega t}} — ненулевой отклик на единственной частоте {\displaystyle \omega }.
- Преобразование от {\displaystyle \cos(\omega t)} имеет отклики на {\displaystyle \omega } и {\displaystyle -\omega }, что отражает тот факт, что одного {\displaystyle \cos(\omega t)} недостаточно для определения знака {\displaystyle \omega }.
  - Как, например, {\displaystyle {\sqrt {4}}} это +2 или −2, конкретный результат зависит от сопутствующей информации.
  - По-другому, и очень удобно, это показывает следствие из формулы Эйлера, содержащее обе частоты: {\displaystyle \cos(\omega t)={\begin{matrix}{\frac {1}{2}}\end{matrix}}(e^{j\omega t}+e^{-j\omega t})}.

## Дискретизация и алиасинг
Алиасинг дискретизированных синусоид (косинусоид).
При дискретизации комплексной синусоиды с постоянным интервалом, её частота становится неотличима от некоторых других частот, в том числе от отрицательной (т. н. алиасинг). Частные случаи этого эффекта показаны на рисунке. Красная линия показывает 0 Hz (постоянная величина). Последовательно возрастающие частоты отмечены оранжевым, синим, пурпурным, фиолетовым, черным. Некоторые отсчёты отображают «R» и «I» одной частоты, а другие «I» разных частот, являющихся «алиасами» (ложными именами) друг друга.
Например, в четвертом кадре (пурпурные и зеленые) показано совпадение отсчетов мнимой компоненты дробной частоты +{\displaystyle {\begin{matrix}{\frac {5}{8}}\end{matrix}}} и отрицательной частоты {\displaystyle -{\begin{matrix}{\frac {3}{8}}\end{matrix}}}. Другими словами: {\displaystyle e^{j2\pi \left(+{\begin{matrix}{\frac {5}{8}}\end{matrix}}\right)n}=e^{j2\pi \left(-{\begin{matrix}{\frac {3}{8}}\end{matrix}}\right)n}} для целых n. Сигналы являются всего лишь мнимыми компонентами:  {\displaystyle e^{j2\pi \left(+{\begin{matrix}{\frac {5}{8}}\end{matrix}}\right)F_{s}t}}  и  {\displaystyle e^{j2\pi \left(-{\begin{matrix}{\frac {3}{8}}\end{matrix}}\right)F_{s}t}},  где {\displaystyle F_{s}} — частота дискретизации (samples/sec).
Аналогично +{\displaystyle {\begin{matrix}{\frac {7}{8}}\end{matrix}}} неотличимо от {\displaystyle -{\begin{matrix}{\frac {1}{8}}\end{matrix}}}. А {\displaystyle {\begin{matrix}{\frac {8}{8}}\end{matrix}}} (последний график) неотличимо от {\displaystyle {\begin{matrix}{\frac {0}{8}}\end{matrix}}} (первый график).

## Отрицательные частоты как согласованный фильтр для положительных
Строки ДПФ матрицы начинаются с нулевой частоты, убывающей строка за строкой при смещении вниз. Каждая из функций этих строк как согласованный фильтр выявляет растущие положительные частоты в рассматриваемом сигнале. Например, верхняя строка ДПФ-матрицы 8 порядка выявляет постоянную составляющую сигнала, а следующая строка, являющаяся сигналом с дробной частотой −1/8, измеряет величину мощности при +1/8 дробной частоты в исследуемом сигнале.

## Отрицательные частоты в радаре Доплера
В радаре Доплера регистрируемая разностная частота от объектов перемещающихся к и от радара отличается знаком.